# Jeque Blanco (historieta)
Jeque Blanco fue un cuaderno de aventuras, obra del guionista M. González Casquel y los dibujantes José Laffond y Armando Sánchez, publicado por la editorial Rollán entre 1951 y 1954 y que alcanzó los 137 números.

## Trayectoria editorial
Los números 14 a 137 fueron dibujados ya por Armando.

## Argumento y personajes
Narra la lucha de Ray Lancaster, un agente estadounidense y sus compañeros Alí y Sanko contra el crimen, primero en el Magreb y luego en los propios Estados Unidos.